# Shtreimel

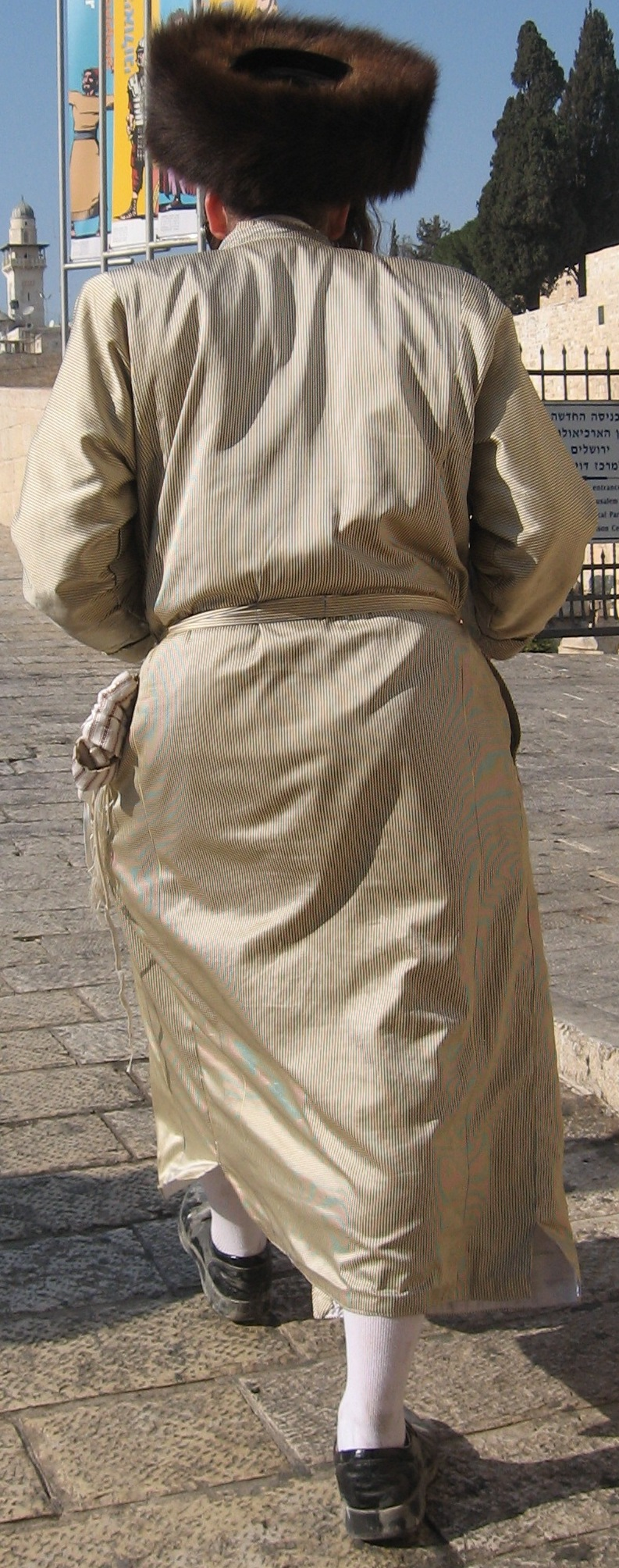
Judeu hassídico vestindo um shtreimel (chapéu de pele), Jerusalém

Um shtreimel (em iídiche:  שטרײַמל, plural שטרײַמלעך shtraimlech) é um chapéu de pele usado por muitos homens haredi casados, particularmente (embora não exclusivamente) membros do Judaísmo chassídico, no Sabá e em feriados judaicos e outras ocasiões festivas. Em Jerusalém, o shtreimel também é usado pelos judeus de Litvak (não-Hasidim que pertencem à comunidade asquenaze original de Jerusalém, também conhecida como Perushim). O shtreimel é geralmente usado apenas após o casamento, exceto em algumas comunidades Yerushalmi, onde os meninos usam desde a idade de Bar Mitzvá.

## Origens
Embora exista um forte costume religioso para os homens judeus de encobrir suas cabeças, do ponto de vista da lei judaica, não há significado religioso especial para o shtreimel em comparação com outras coberturas de cabeça. No entanto, o uso de duas coberturas de cabeça é considerado que adiciona mérito espiritual adicional, além do que a presença de belo artesanato acrescenta embelezamento e honra ao costume. O shtreimel é sempre usado em cima de um quipá ou yarmulke.
Há muita especulação em torno da origem do shtreimel. De acordo com a Encyclopædia Britannica, é de origem Tártara.
Judeus ortodoxos do sexo masculino podem ser altamente conservadores em relação a chapelaria, e alguns judeus tradicionais ainda usam fedoras ou homburgs. Tais chapéus são usados em ocasiões especiais (como Sabá), na sinagoga, ou por portadores de cargos como rabinos e até mesmo onde os não-judeus do país de origem pararam de usá-lo. O shtreimel é comparável em construção a chapéus de peles usados pela nobreza e realeza da Europa Oriental e russa.

## Tipos deshtreimels

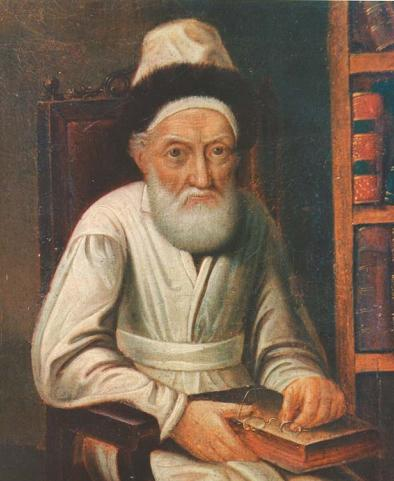
Menachem Mendel Schneersohn vestindo seu shtreimel único

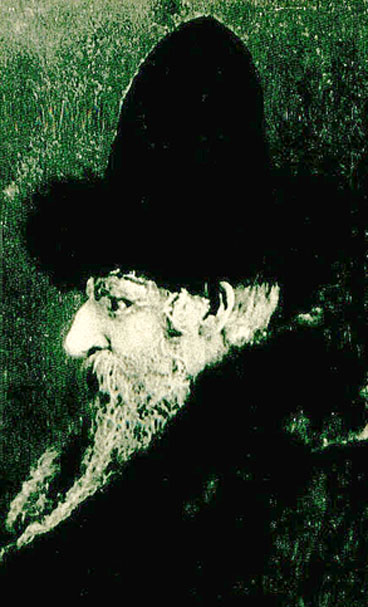
David Moses Friedman da dinastia chassídica de Chortkov no shtreimel único da dinastia Ruzhin

O shtreimel mais amplamente visto é tipicamente usado pelos Hasidim da Galícia, Romênia, e Hungria, e foi usado pelos judeus lituanos até ao século XX. É composto por um grande pedaço circular de veludo preto cercado por peles. O shtreimel de Menachem Mendel Schneersohn era de veludo branco. Os Hasidim originários da Polônia do Congresso usam um shtreimel alto (muitas vezes chamado de spodik). O shtreimel dos rebbes das dinastias Ruzhin e Skolye é apontado para cima.

## Simbolismo
Conforme o Rabi Aaron Wertheim, Rabi Pinchas of Koretz (1726–1791), "O acrônimo para Shabbos é: Shtreimel Bimkom Tefillin -- o shtreimel toma o lugar do tefilin." Já que usar roupas especiais no Shabat é uma forma de santificação, entre os Hasidim da Galícia e Hungria, o shtreimel é associado à santidade do Shabat, uma coroa como a usada pela realeza, que realça e embeleza o Shabat.
Arnon afirma que o número de peles usadas na fabricação do shtreimel tem algum significado. Os números comuns são 13, 18 e 26, correspondendo respectivamente aos Treze Atributos da Misericórdia, o valor numérico (gematria) da palavra para a vida (em hebraico:  חי), e o valor numérico do Tetragrammaton. Os shtreimlach contemporâneos podem incluir um número maior de caudas. Pelo menos um fabricante cria shtreimelach com 42 caudas, simbolizando o nome divino de 42 letras.

## Manufatura
O shtreimel é tipicamente feito sob medida para o usuário pretendido, de pele genuína, a partir das pontas das caudas tipicamente de zibelinas canadenses ou russas, fuinhas, baum marten (Martes martes), ou de raposas-cinzentas americanas. O shtreimel é quase sempre o artigo mais caro da roupa hassídica. É possível comprar um shtreimel feito de pele sintética, que é mais comum em Israel. Normalmente o pai da noiva compra o shtreimel para o noivo no seu casamento. Hoje em dia, é costume nos Estados Unidos comprar dois shtreimels: uma versão mais barata, chamada shtreimel regen ("shtreimel de chuva"), usado para ocasiões em que o caro pode ser danificado. Em Israel, devido às circunstâncias econômicas da maioria dos membros da comunidade hassídica naquele país, a grande maioria dos usuários de shtreimel possui apenas um shtreimel. Fabricantes de "shtreimels" podem ser encontrados na cidade de Nova York, Montreal, Bnei Brak e Jerusalém. Os fabricantes de shtreimel (shtreimel machers) mantêm seu comércio um segredo bem guardado.

## Outras roupas
O shtreimel é usado apenas em conjunto com outros artigos de vestuário que compreendem as "vestimentas de Shabbos". Nunca é usado com roupas de usar durante a semana.
Embora não haja regras oficiais sobre quando o shtreimel deve ser usado, ele geralmente é usado nas seguintes ocasiões:
- Shabat
- Feriados judaicos, incluindo Rosh Hashaná, Yom Kippur, Sucot, Simchat Torá, Shemini Atzeret, Purim, Purim Shushan, Pessach, Shavuot
- (Chol HaMoed) do Pessach e Sucot
- as noites após o final dos dias acima mencionados
- Isru Chag (o dia seguinte ao Pessach, Shavuot, ou Sucot)
- no próprio casamento, ou dos familiares ou membros da família do Rebe. Em algumas comunidades, é costume usar shtreimel em todos os casamentos, se o noivo também o fizer.
- durante os sete dias seguintes ao casamento, ou do casamento de um familiar próximo (Sheva Brachot)
- em um brit milah de um familiar direto.
- em um Bar Mitzvah do próprio filho na maioria, mas não em todas, comunidades

Alguns rebbes hasídicos usam um shtreimel em ocasiões em que seus hasidim não vão, como quando acendendo a menorá ou ao conduzir um tish no Tu Bishvat e no Lag BaOmer, enquanto outros rebbes podem usar um kolpik nessas ocasiões, e outros ainda simplesmente usam seu chapéu de dia da semana.